# Heinrich Johann Leupold

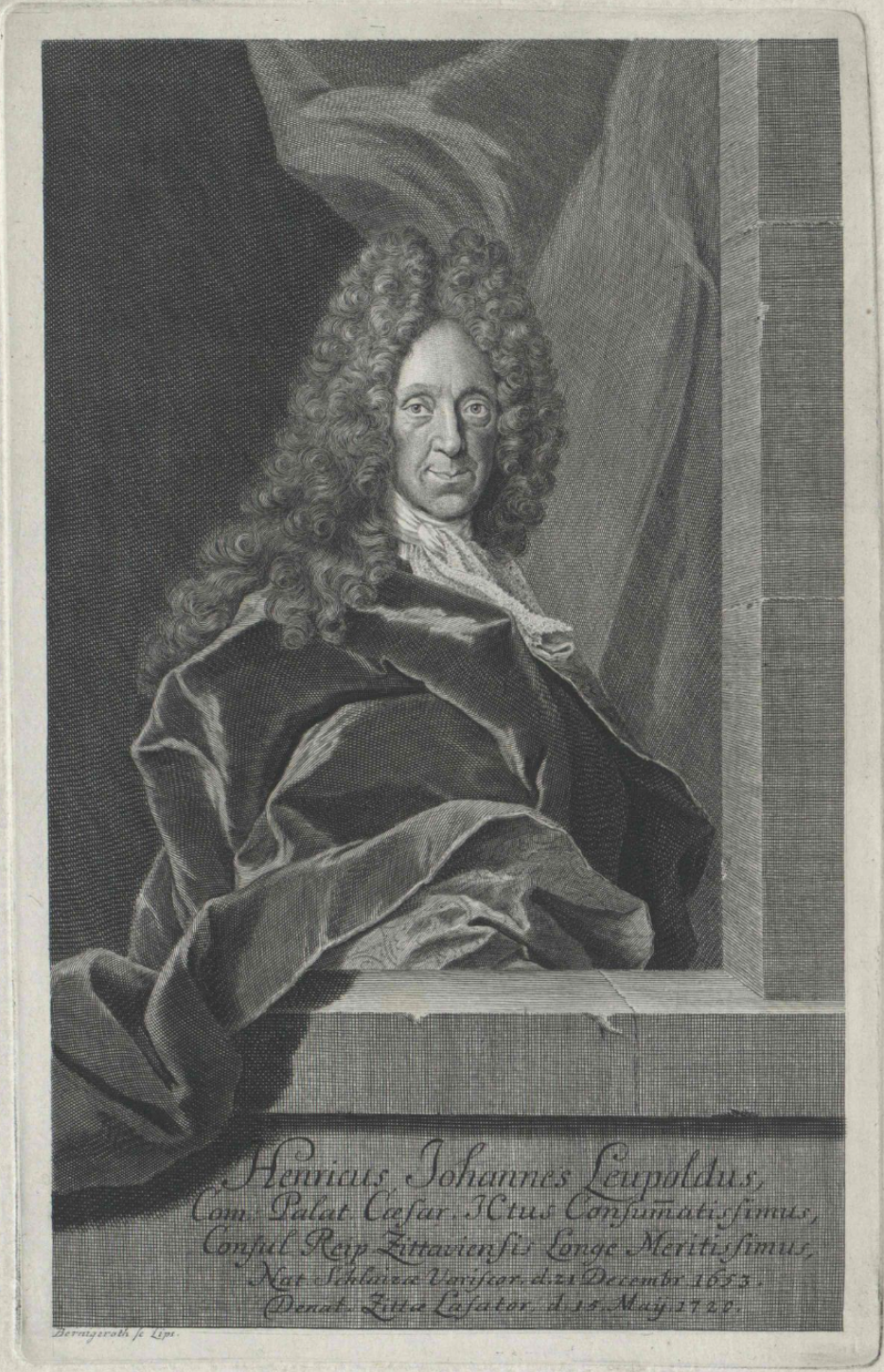
Heinrich Johann Leupold (Kupferstich von Martin Bernigeroth)

Heinrich Johann Leupold (* 21. Dezember 1653 in Schleiz; † 15. Mai 1720 in Zittau) war Stadtrichter, Gerichtsschreiber, Notar, Schöffe und Bürgermeister in Zittau.

## Biographie

### Familie
Heinrich Johann Leupolds Vater Heinrich Georg Leupold († 2. Januar 1681) war Apotheker in Schleiz. Er hatte einen älteren Bruder Heinrich Georg (* 10. Februar 1651; † 7. März 1722), der später Schöffe in Zittau wurde.
Seine Mutter Anna Barbara, (geb. Albert; † 16. September 1655) war Tochter des Schleizer Stadtsyndicus Johann Georg Albert und Sybilla, geborener Lauterbach. Der letzteren Vater Adam Lauterbach war Bürgermeister in Schleiz, dessen Sohn Wolfgang Adam Lauterbach wiederum war bedeutender Jurist in Tübingen.

### Leben
Heinrich Johann Leupold wurde im Jahr 1653 Schleiz geboren. Im Jahr 1655 kaufte sein Vater Heinrich Leupold in Zittau eine Apotheke. Heinrich Johann wuchs in Zittau auf, ging aufs Gymnasium und erhielt nebenbei Privatunterricht von Christoph Vogel und Elias Weise in den Fächern Mathematik, Geographie und Geschichte bzw. Latein, Griechisch und Poesie. Er soll ein besonders fleißiger Schüler gewesen sein.
Nach dem Tod seiner Mutter im Jahr 1665 heiratete sein Vater erneut, Leupolds neue Stiefmutter kümmerte sich wohlwollend um ihn.
Zunächst plante er Medizin zu studieren und lernte schon Anatomie bei dem Arzt Carl Schröter. Sein Vater aber bat ihn darum, Jura zu studieren. Sein Studium begann er 1672 in Jena und ging dann nach Leipzig. Wiederum in Jena schloss er das Studium im Jahr 1677 ab und begann zu reisen. Er besuchte Hamburg und Holland, wo er einige Universitäten und Handelsplätze sah. 1679 wurde er in Nimwegen Zeuge der letztlich erfolgreichen Friedensverhandlungen zwischen Frankreich und der Niederlande.
Er kam mit dem Leipziger Bürgermeister Abraham Christoph Platz in Verbindung und bereiste mit ihm die Spanische Niederlande, England und im Herbst 1679 Frankreich. Den Winter verbrachten sie in Paris.
Die Stimmung in Frankreich war anlässlich der erfolgreichen Friedensverhandlungen durchaus gut, viele ausländische Gäste besuchten den französischen Hof, so auch Platz und Leupold. Sie lernten im Beisein von höfischen Veranstaltungen Versailles, den Louvre, einige Bibliotheken und die Oper kennen. Im April 1680 kehrten sie nach Deutschland, nach Koblenz zurück.
Leupold erkrankte für sieben Wochen schwer, es kursierte in Zittau auch eine Falschmeldung von seinem Tod, die Leipolds Vater erreichte. Getroffen von diesen Nachrichten starb Heinrich Leupold am 2. Januar 1681. Offenbar stand er aber noch mit seiner Familie in Kontakt, die auf seine Rückkehr drängte, woraufhin er im Frühjahr 1681 kurz nach Zittau kam. Nach zwei weiteren Jahren auf Reisen überzeugte ihn sein Bruder von der erneuten Rückkehr. Wahrscheinlich auf erneute Vermittlung seines Bruders lernte er Christina Sabina Kaps kennen, die er im September 1683 heiratete.
In der Folgezeit übte Leupold städtische Ämter aus, darunter Gerichtsschreiber, Notar, Schöffe und Stadtrichter. Im Jahr 1518 wurde er für einige Zeit bis ans Ende seines Lebens Bürgermeister.
Leupolds Tugenden sollen „Eigenschaften wie Wahrhaftigkeit, Uneigennützigkeit, Gerechtigkeit und Fleiß“ gewesen sein, bei ihm sollen nicht nur Personen aus den oberen Gesellschaftsschichten Gehör für ihre Sorgen gefunden haben.
Fünf Kinder aus seiner Ehe starben sehr früh, im Jahr 1707 auch Christina Sabina selbst. Es war Leupolds letzte Ehe gewesen.